# 2023年美國國家棒球名人堂票選
2023年美國國家棒球名人堂票選遵循2022年的補述票選規則。全美棒球記者協會進行年度票選，最後選出史考特·羅倫一人。羅倫首年的得票率僅10.2%，是名人堂選手中首年得票率最低的人。
資深選手委員會在該年改組成當代棒球年代委員會，並從1980年後且失去BBWAA票選資格的選手中做評選。最後他們選出弗瑞德·麥葛里夫一人。大聯盟在2023年7月23日舉辦入選典禮。

## 全美棒球記者協會票選結果
全美棒球記者協會只從效力年限到2017年為止的大聯盟選手中進行評選。2014年7月26日，名人堂頒布新規定：任何入選者最多只能參與10次票選，已經參與超過10年票選的入選者不在此限。
每個球員需要獲得至少75%的選票方能入選。本屆票選包含28名球員；總共有389張選票，最終總計投出2281人次，入選名人堂門檻為292票，平均每張選票圈選了5.86人。未達5%得票率的候選人，將被剔除名人堂票選資格。
首次進行票選的球員將以劍標（†）顯示。獲得至少75%以上同意票的入選人以粗體字表示；在未來票選中才入選的候選人以斜體字表示。
傑夫·肯特在這年票選結束後喪失票選資格。
| 球員姓名               | 同意票數 | 得票率(%) | 與前一年差距 | 年度   |
| ---------------------- | -------- | --------- | ------------ | ------ |
| 史考特·羅倫            | 297      | 76.3      | ▲0 13.1%     | 第6年  |
| 陶德·希爾頓            | 281      | 72.2      | ▲0 20.2%     | 第5年  |
| 比利·華格納            | 265      | 68.1      | ▲0 17.1%     | 第8年  |
| 安德魯·瓊斯            | 226      | 58.1      | ▲0 16.7%     | 第6年  |
| 蓋瑞·雪菲爾            | 214      | 55.0      | ▲0 14.4%     | 第9年  |
| †卡洛斯·貝爾川         | 181      | 46.5      | -            | 第1年  |
| 傑夫·肯特              | 181      | 46.5      | ▲0 13.8%     | 第10年 |
| 艾力士·羅德里奎茲      | 139      | 35.7      | ▲0 1.4%      | 第2年  |
| 曼尼·拉米瑞茲          | 129      | 33.2      | ▲0 4.3%      | 第7年  |
| 奧馬爾·維茲奎爾        | 76       | 19.5      | ▼0 4.4%      | 第6年  |
| 安迪·派提特            | 66       | 17.0      | ▲0 6.3%      | 第5年  |
| 巴比·阿布瑞尤          | 60       | 15.4      | ▲0 6.8%      | 第4年  |
| 吉米·羅林斯            | 50       | 12.9      | ▲0 3.5%      | 第2年  |
| 馬克·柏利              | 42       | 10.8      | ▲0 5.0%      | 第3年  |
| †法蘭西斯科·羅德里奎茲 | 42       | 10.8      | -            | 第1年  |
| 托利·杭特              | 27       | 6.9       | ▲0 1.6%      | 第3年  |
| †布朗森·阿洛尤         | 1        | 0.3       | -            | 第1年  |
| †R·A·迪奇              | 1        | 0.3       | -            | 第1年  |
| †約翰·雷基             | 1        | 0.3       | -            | 第1年  |
| †麥克·拿坡里           | 1        | 0.3       | -            | 第1年  |
| †休斯頓·史崔特         | 1        | 0.3       | -            | 第1年  |
| †麥特·凱恩             | 0        | 0.0       | -            | 第1年  |
| †雅戈比·艾爾斯布里     | 0        | 0.0       | -            | 第1年  |
| †安德烈·伊瑟爾         | 0        | 0.0       | -            | 第1年  |
| †J·J·哈迪              | 0        | 0.0       | -            | 第1年  |
| †強尼·裴洛塔           | 0        | 0.0       | -            | 第1年  |
| †傑瑞·威佛             | 0        | 0.0       | -            | 第1年  |
| †傑森·沃斯             | 0        | 0.0       | -            | 第1年  |

|  | 本屆被選入名人堂，人名以粗體表示。                          |
|  | 本屆未入選但在未來票選中被選入名人堂，人名以斜體表示。      |
|  | 在2024年投票中繼續票選但仍未被選入者。                      |
|  | 在未來BBWAA票選中被剔除，但仍保有未來資深委員會審核的資格。 |

以下球員首次具有票選資格，但並未在名單上：麥克·艾維列斯、艾瑞克·艾巴、華金·班諾伊特、安德列斯·布朗科、喬·布蘭頓、克雷格·布雷斯洛、喬納森·布朗克斯頓、亞歷杭德羅·迪亞薩、史蒂芬·祖魯、尤奈爾·艾斯科巴、史考特·菲爾德曼、馬特·加爾薩、傑森·葛瑞里、傑瑞米·格思里、法蘭克林·古提耶瑞茲、萊恩·哈尼岡、艾倫·希爾、J·P·豪厄爾、烏瓦爾多·希門尼斯、凱爾·肯德瑞克、亞當·林德、達斯汀·麥高文、麥可·摩士、布蘭登·莫斯、愛德華·穆西卡、瑞奇·諾拉斯可、艾瑞克·歐弗萊赫提、麥克·派爾弗雷、格倫·珀金斯、查德·庫歐斯、萊恩·拉布恩、卡洛斯·魯易茲、塞斯·史密斯、吉奧凡尼·索托、小瑞奇·威克斯和克里斯·楊恩。

## 當代棒球年代委員會
當代棒球年代委員在12月4日舉行會議，並在1980年代以後才效力大聯盟的棒球選手中進行評選。
弗瑞德·麥葛里夫是唯一一位入選者，而他也以全票通過之姿入選名人堂。
| 候選人          | 身分別 | 得票數 | 百分比 |
| --------------- | ------ | ------ | ------ |
| 弗瑞德·麥葛里夫 | 球員   | 16     | 100%   |
| 丹·馬丁利       | 球員   | 8      | 50%    |
| 柯特·席林       | 球員   | 7      | 43.8%  |
| 戴爾·墨菲       | 球員   | 6      | 37.5%  |
| 亞伯特·貝爾     | 球員   | < 4    | < 25%  |
| 貝瑞·邦茲       | 球員   | < 4    | < 25%  |
| 羅傑·克萊門斯   | 球員   | < 4    | < 25%  |
| 拉斐爾·帕梅洛   | 球員   | < 4    | < 25%  |

## 福特·C·弗里克獎
小熊播報員帕特·休斯（1955年–）獲選該屆的福特·C·弗里克獎。

## BBWAA生涯傑出獎
運動作家約翰·洛爾（1959年–）獲選該屆的BBWAA生涯傑出獎。

## 外部連結
- 美國國家棒球名人堂官網 （页面存档备份，存于）
- 棒球名人堂BBWAA票選規則 （页面存档备份，存于）
- 2023年名人堂票選 at www.baseballhalloffame.org